# Herbier national du Bénin
L’Herbier national du Bénin est une institution publique qui dépend du Département de biologie végétale de la Faculté des sciences et techniques (FAST) à l’Université d’Abomey-Calavi. Il fonctionne en partenariat avec des institutions nationales, régionales et internationales.
Il est le centre national où sont déposés la plupart des spécimens de plantes du Bénin.
Il est dirigé par un Directeur assisté par un conservateur et par une équipe d’enseignants-chercheurs et de techniciens.
Il a été créé en 1970 sous le mandat du 1er recteur de l’Université du Dahomey (Uac), le Professeur émérite Edouard Adjanohoun.

## Historique
L'Herbier national du Bénin a été créé en 1970, à l'Université du Dahomey, dans une petite salle d'à peine 20 m2. Les premières collections de l'herbier datent de 1785,.

## Organisation de l'Herbier

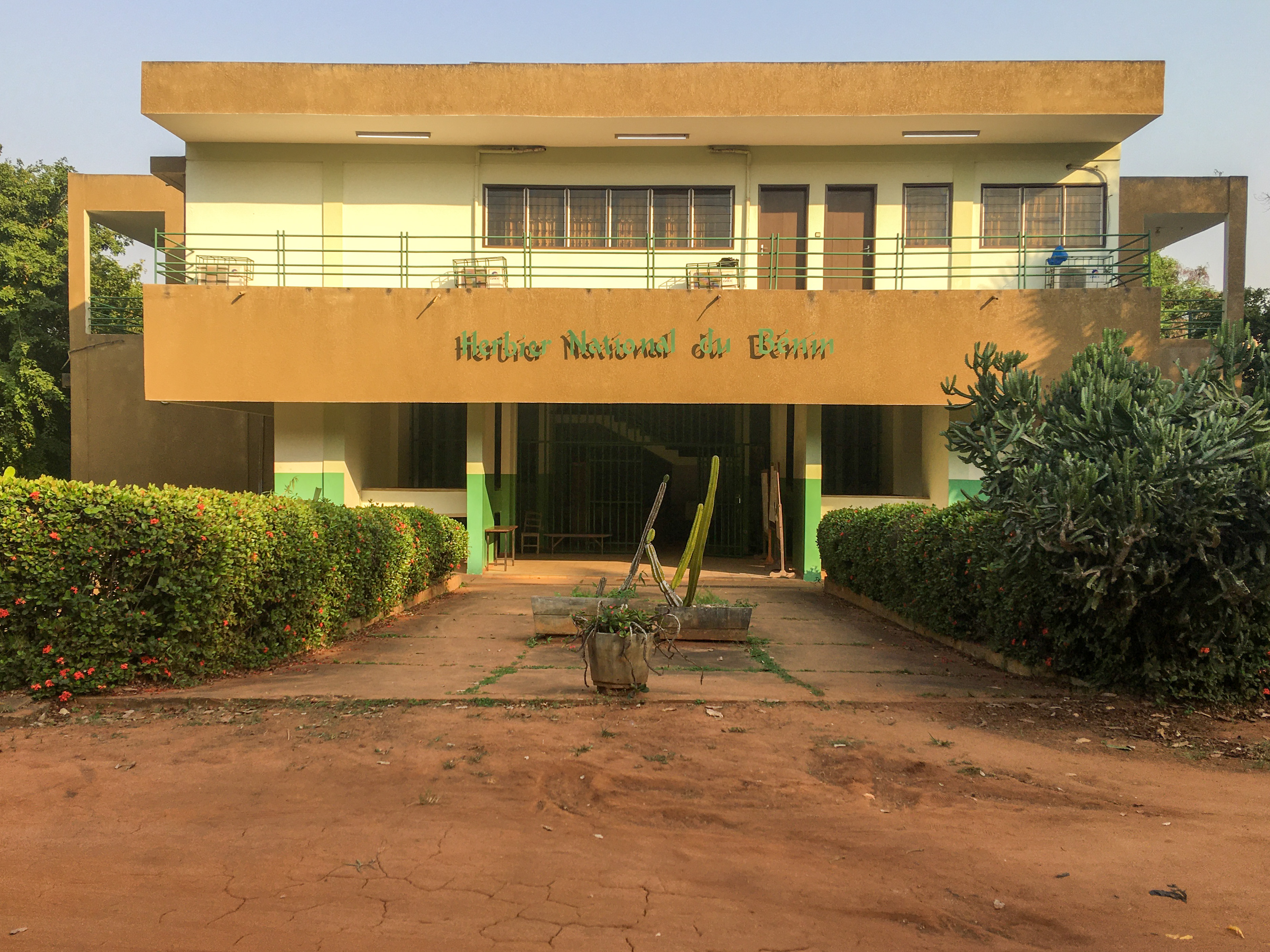
Façade du bâtiment abritant l'Herbier national du Bénin

L'Herbier dépend aujourd'hui du Département de biologie végétale de la Faculté des sciences et techniques (FAST) de l’Université d’Abomey-Calavi (UAC).
Les collections sont situées dans un immeuble de 600 m2, construit sur le campus de l'Université d'Abomey-calavi grâce à la coopération bénino-néerlandaise, par le biais du projet Flore et Herbier National.
Il s'agit d'un bâtiment à trois niveaux comprenant entre autres :
- un sous-sol servant de salle de traitement des échantillons,
- un rez-de-chaussée qui abrite les échantillons de plantes ;
- l’étage où se trouvent les bureaux et annexes.

Les collections y sont rangées dans 282 armoires disposées dans les 3 salles du rez-de-chaussée du bâtiment, suivant l’ordre alphabétique des taxons.

## Collections
Les collections de l'Herbier national du Bénin renferment environ 45 000 spécimens appartenant à 30 700 échantillons de plantes. 10 000 échantillons échantillons proviennent des récoltes menées durant la période 1970–1997, puis 20 700 échantillons de celles réalisées au cours de la période 1997–2002.
Les collections comptent 185 familles, 1 130 genres et 2 807 espèces.

## Numérisation
Les données descriptives (description botanique, écologiques, géographiques et utilitaires) des 30 700 échantillons d’herbiers sont disponibles au format numérique, gérées par le logiciel Botanical Research and Herbarium Management System (BRAHMS). 35 000 spécimens ont également été numérisés, dans le cadre du projet GBIF (Gbobal Biodiversity Informations Facilities) et d’un projet financé par l’Ambassade de France au Bénin. Ainsi, plus de 75% des collections botaniques, portant sur l’ensemble des 2 807 espèces végétales que compte le Bénin, sont disponibles et conservées sous format numérique.
Le projet Pl@ntNet facilite le partage des données de ces informations botaniques avec la communauté nationale, régionale et internationale par la mise en ligne de ces données.